# برستون لانغ بيثيا
برستون لانغ بيثيا هو فلاح وسياسي أمريكي، ولد في 10 أبريل 1870 في ديلون في الولايات المتحدة، وتوفي بنفس المكان في 15 أبريل 1944. انتخب عضو مجلس نواب كارولاينا الجنوبية ‏.